# Kaktus Jack
Kaktus Jack (ang. The Villain, Cactus Jack) – amerykański film z 1979 roku w reżyserii Hala Needhama, komedia parodiująca westerny.

## Opis fabuły
Po nieudanym napadzie na bank rewolwerowiec Jack Kaktus otrzymuje propozycję wyjścia z więzienia w zamian za obrabowanie pewnej młodej kobiety podczas jej podróży powrotnej do rodzinnego miasta. Jednak Ślicznotka Jones jest eskortowana przez mężnego i przystojnego Nieznajomego Pięknisia. Kaktus do wykonania zadania będzie musiał użyć całej swej przebiegłości.

## Obsada
- Kirk Douglas jako Jack Kaktus
- Ann-Margret jako Ślicznotka Jones
- Arnold Schwarzenegger jako Nieznajomy Piękniś
- Foster Brooks jako urzędnik w banku
- Jack Elam jako Avery Simpson

## Tytuł
Oryginalnym tytułem filmu jest The Villain, jednak kiedy produkcja wchodziła do kin w Wielkiej Brytanii i Australii reklamowano ją jako Cactus Jack.